# رافاييل ليكومت
رافاييل ليكومت (بالفرنسية: Raphaël Lecomte)‏ هو لاعب كرة قدم فرنسي، ولد في 22 مايو 1988 في غانغان في فرنسا. لعب مع نادي فيسترلو.

## وصلات خارجية
- رافاييل ليكومت على موقع قاعدة بيانات كرة القدم.إي يو (الإنجليزية)
- رافاييل ليكومت على موقع Soccerway.com (الإنجليزية)
- رافاييل ليكومت على موقع عالم كرة القدم.نت (الإنجليزية)